# Repetitionsschlagwerk

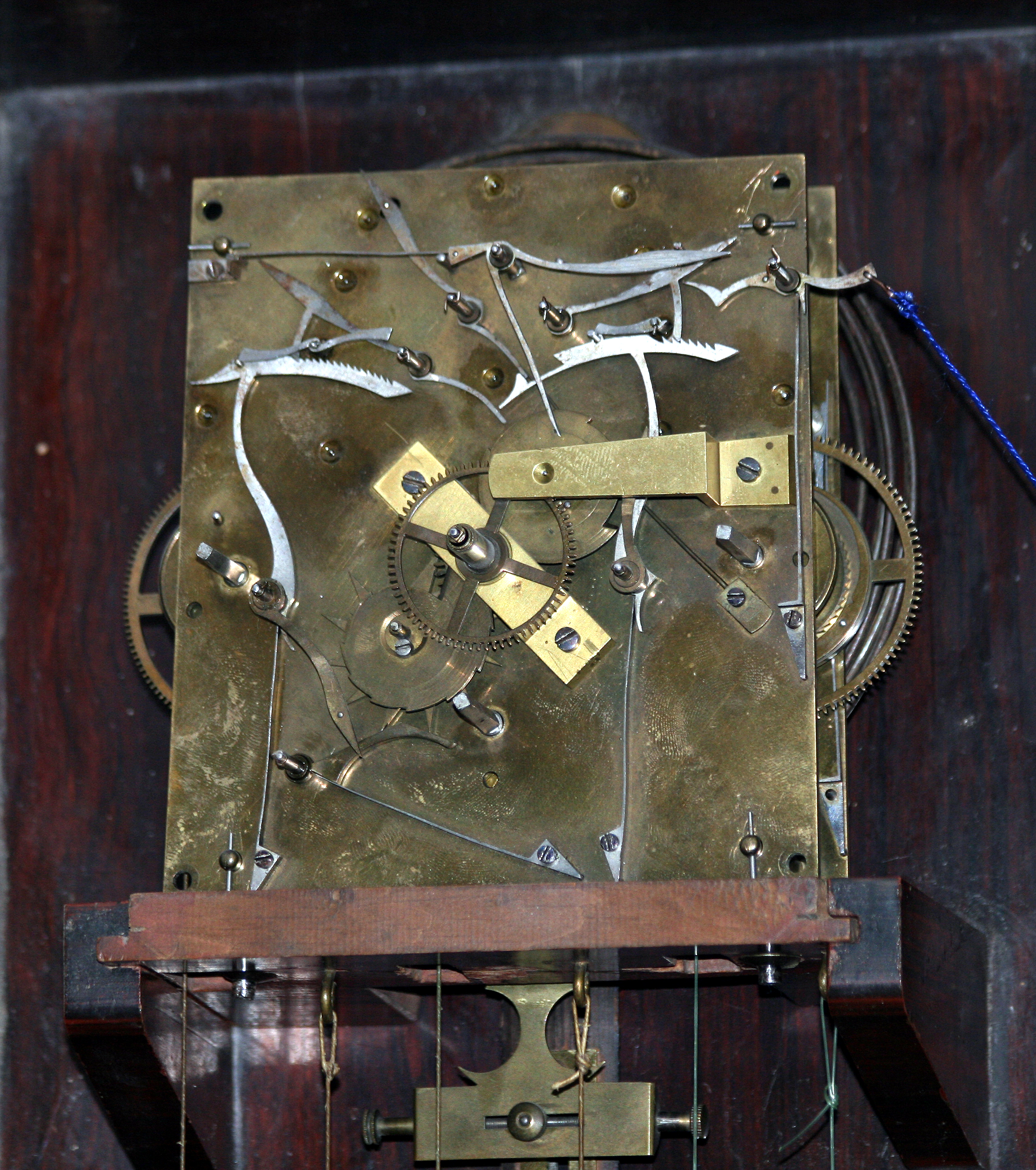
Rechenschlagwerk (Die blaue Schnur ist für die Auslösung der Repetition)

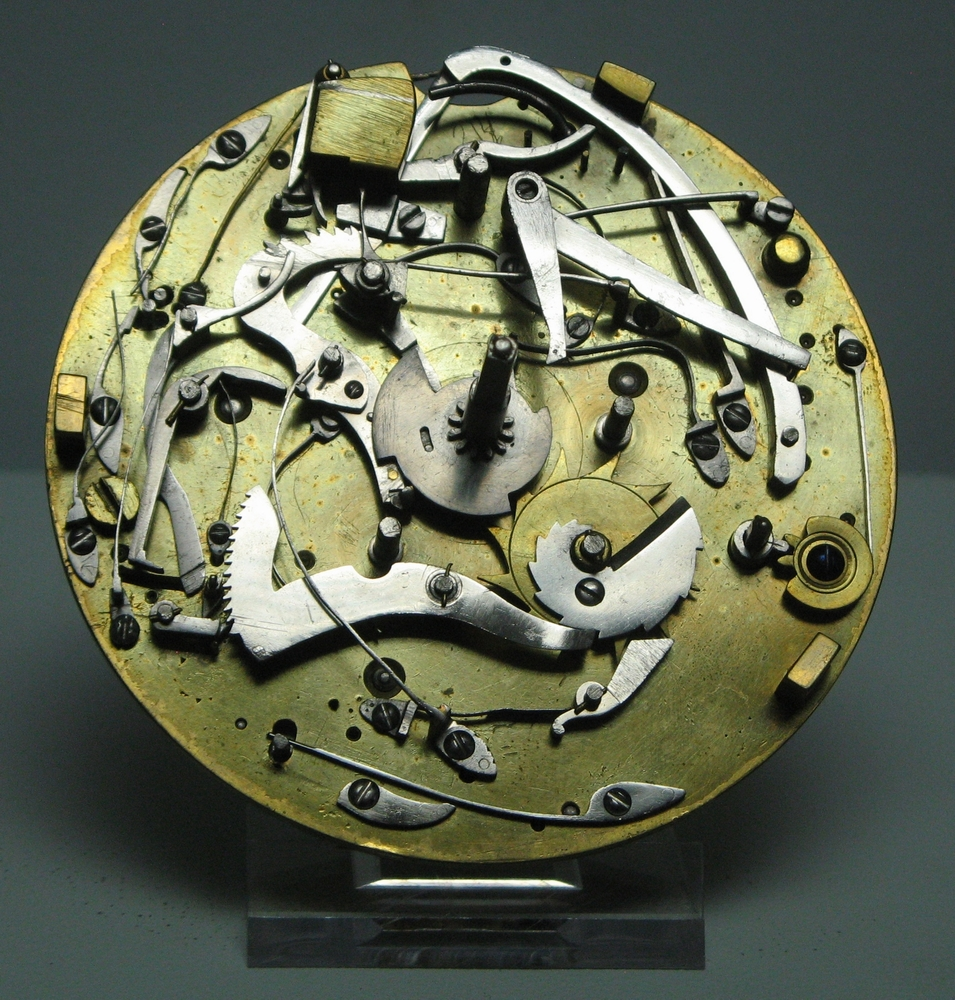
Stunden- und Viertelstunderepetition bei einer Kutschenuhr

Ein Repetitionsschlagwerk (von lateinisch repetere: ‚wiederholen‘), auch Rufschlagwerk oder Zugschlagwerk genannt, ist ein in ein Uhrwerk integriertes mechanisches Läutwerk (synonym Schlagwerk), das die aktuelle Zeit akustisch wiedergeben kann und dazu die abgelaufene Stunde, Viertelstunde, Achtelstunde, 5-Minuten oder Minute auf Glocke oder Tonfeder anschlägt.

## Beschreibung
Durch die Verwendung des Prinzips des Rechenschlagwerks mit Staffel kann die Auslösung des Signals nach Belieben wiederholt werden. Die Repetitionseinrichtungen können auch mit Selbstschlagwerken, die regelmäßig vom Uhrwerk ausgelöst werden, verbunden sein. Das Rechenwerk steuert die Anzahl der Hammerschläge auf die Tonfedern oder Glocken. An Stelle des Rechenwerks gab es früher auch Schlossscheiben-Schlagwerke, welche falsch schlagen konnten, wenn man die Zeiger verstellte. Durch den wesentlich simpleren Mechanismus eines Schlossscheiben-Schlagwerks ist ein Repetieren nicht möglich; jedes Mal, wenn das Schlagwerk zwischendurch ausgelöst wird, „zählt“ es weiter und schlägt den nächsten Wert (also z. B. beim Auslösen um 16:50 Uhr wird bereits 17:00 Uhr geschlagen, löst man dann noch einmal aus, wird 17:30 Uhr geschlagen und so weiter).
Uhren mit Viertelstundenrepetition oder Minutenrepetition besitzen mindestens zwei Tonfedern.
Repetitionsuhren mit mehr als drei Tonfedern oder Glocken für Stunde, Viertelstunde und Minute nennt man Glockenspiel (franz. Carillon oder Cathédrale). Bei einem Großen Schlagwerk (franz. Grande Sonnerie) erfolgt das Läuten sowohl selbstschlagend als auch bei Betätigung des Auslösehebels.
Da das Schlagwerk beliebig oft betätigt werden kann, wird die nötige Energie durch den Tastendruck der Uhr zugeführt. Der Tastenweg und Arbeitsaufwand ist daher deutlich größer als z. B. beim Stoppsystem.

## Geschichte
Die ältesten, bekannten Repetitionsschlagwerke stammen aus dem Jahre 1676 von den Londonern Uhrmachern Edward Barlow (1636–1716) und Daniel Quare (1648–1724).
Typischerweise wird der Auslösehebel des Rechenschlagwerkes bis über die Kante der Platine des Uhrwerkes verlängert, so dass diese Verlängerung nach unten gezogen werden kann, was unmittelbar zu einem Anheben des anderen Endes des Auslösehebels führt und damit den Repetitionsschlag auslöst. Bei Armbanduhren mit Repetition befindet sich meistens ein Schieber linksseitig am Uhrengehäuse. Die besonders aufwändig herzustellenden Armbanduhren mit Minutenrepetition wurden erstmals 1914 vorgestellt.
Das Repetitionsschlagwerk entstand in einer Zeit, als es noch keine Leuchtzeiger gab und man sich nicht einfach schnell Licht machen konnte, wenn man während der Nacht die Uhrzeit wissen wollte. Aus dieser historischen Funktion heraus besteht noch heute oft die Möglichkeit, eine Schnur am Auslösehebel des Repetitionsschlagwerkes zu befestigen. Ist das andere Ende der Schnur dann z. B. am Bettpfosten festgebunden, kann man die Uhrzeit über den Repetitionsschlag abhören, ohne aus dem Bett aufstehen zu müssen.